# John Joseph Kain
John Joseph Kain, né le 31 mai 1841 à Martinsburg (Virginie-Occidentale) et mort le 13 octobre 1903 à Baltimore (Maryland), est un homme d'Église américain. Il fut évêque de Wheeling puis archevêque de Saint-Louis. Il est le premier clerc né en Amérique à avoir occupé cette charge, jusqu'ici exercée par des missionnaires et des évêques nés sur le continent européen.

## Biographie
John Joseph Kain est né en 1841 à Martinsburg, dans l'État Virginie-Occidentale, de Jeremiah et Ellen Kain. Il est le descendants d'immigrants irlandais.
Après être sorti diplômé du collège St. Charles de Catonsville dans le Maryland en 1862, il entre au collège St. Mary de Baltimore et est ordonné prêtre le 2 juillet 1866.
John Joseph Kain est ensuite envoyé à Harpers Ferry en Virginie-Occidentale. Durant la période de son ministère sur place, il restaure l'église de la ville, celle de sa ville natale et celles d'autres villes de l'État qui avaient été détruites durant la Guerre de Sécession.
Il est consacré évêque de Wheeling en 1875. Il en demeure l'ordinaire jusqu'en 1893. Durant cette période, il dirige une trentaine de prêtres et supervise les besoins de près de 20 000 fidèles catholiques.
En mai 1893, il est désigné évêque coadjuteur de l'archevêque de Saint-Louis, Peter Richard Kenrick.
Après la mort de Kenrick, Kain lui succède à l'archevêché, et exerce cette charge jusqu'en 1903.
John Joseph Kain meurt au sanitarium St. Agnès à Baltimore après une longue maladie. Il est inhumé au Calvary Cemetary de Saint-Louis.